# Faizpur
Faizpur là một thành phố và là nơi đặt hội đồng đô thị (municipal council) của quận Jalgaon thuộc bang Maharashtra, Ấn Độ.

## Địa lý
Faizpur có vị trí 21°10′B 75°51′Đ / 21,17°B 75,85°Đ Nó có độ cao trung bình là 226 mét (741 feet).

## Nhân khẩu
Theo điều tra dân số năm 2001 của Ấn Độ, Faizpur có dân số 23.690 người. Phái nam chiếm 52% tổng số dân và phái nữ chiếm 48%. Faizpur có tỷ lệ 74% biết đọc biết viết, cao hơn tỷ lệ trung bình toàn quốc là 59,5%: tỷ lệ cho phái nam là 80%, và tỷ lệ cho phái nữ là 68%. Tại Faizpur, 13% dân số nhỏ hơn 6 tuổi.